# Plan de Moulton
Pour les articles homonymes, voir Moulton.
En géométrie d'incidence (en), le plan de Moulton est un exemple de plan affine pour lequel le théorème de Desargues n'est pas valide. Il est nommé en l'honneur de l'astronome américain Forest Ray Moulton. 

## Droites

Des droites du plan de Moulton passant par un point donné ; l'axe des ordonnées est en pointillés.

Les points d'un plan de Moulton sont les mêmes que dans R2, mais pas les droites :
- une droite euclidienne verticale (d'équation x = Cte) est encore une droite moultonienne ;
- une droite d'équation y = mx + p, où m ≥ 0, est aussi une droite moultonienne ;
- mais les droites de coefficient directeur négatif ne sont pas de droites de Moulton ; on les remplace par la réunion d'une demi-droite d'équation y = mx + p (où m < 0) pour x < 0, et de la demi-droite d'équation y = 2mx + p pour x ≥ 0.

Des droites et segments moultonniens ont donc l'aspect de figures de réfraction, comme on le voit ci-contre.

### Axiomes d'incidence

#### Droite par deux points
Par deux points distincts A et B du plan de Moulton, il ne passe qu'une droite de Moulton, notée (AB).

#### Droites sécantes
Deux droites de Moulton qui ne sont pas parallèles, ont un seul point commun: Leur intersection.

## Le plan de Moulton est non arguésien
Dans la figure ci-dessus :

La configuration de Desargues dans le plan de Moulton. Les points noirs ne sont pas alignés, alors que dans un plan arguésien ils le sont.

- les points A et A' sont sur une droite de Moulton ;
- les points B et B' sont sur une autre droite de Moulton ;
- les points C et C' sont sur une troisième droite de Moulton ;
- les droites de Moulton (AA'), (BB') et (CC') sont concourantes (en un point en dehors de la figure) ;
- les droites de Moulton (AB') et (BA') en marron, se coupent en un point en noir sur la figure ;
- les droites de Moulton (BC') et (CB') en rouge, se coupent en un point en noir sur la figure ;
- les droites de Moulton (AC') et (CA') en vert, se coupent en un point en noir sur la figure.

Il est évident que les trois points noirs ne sont pas alignés : le plan de Moulton n'est pas arguésien.

## Axiome d'Euclide dans le plan de Moulton

Par le point vert, on a mené, en rouge, l'unique droite de Moulton parallèle à la droite bleue.

### Parallèle à une droite par un point
Le postulat d'Euclide est vrai dans le plan de Moulton: Par un point (en vert) du plan de Moulton, on peut mener une droite de Moulton (en rouge) et une seule, parallèle à une droite de Moulton donnée (en bleu).

Un triangle de Moulton avec ses angles.

### Somme des angles
Dans le plan euclidien, le postulat d'Euclide est équivalent au fait que la somme des angles d'un triangle vaut toujours 180°. Dans le plan de Moulton ce n'est pas toujours vrai, puisque la somme des angles du triangle de Moulton ci-contre vaut plus de 190° : en effet, les angles valent respectivement, au degré près par défaut :
- 34° ;
- 76° ;
- 80°.

Leur somme est donc supérieure à 34 + 76 + 80 = 190°.

## Géométrie du triangle dans le plan de Moulton

Un triangle de Moulton avec ses médianes.

### Médianes
La notion de milieu existe toujours dans le plan de Moulton, et donc celle de médiane aussi:
- Le milieu de deux points A et B est le point de la droite (AB) qui est équidistant de A et B.
- La médiane issue de A dans un triangle de Moulton est la droite de Moulton qui joint A au milieu des deux autres sommets du triangle.

Mais les médianes n'étant pas toujours concourantes, le centre de gravité n'est pas défini dans un triangle de Moulton.

Un triangle de Moulton avec ses médiatrices.

### Médiatrices
Les médiatrices d'un triangle de Moulton non plus, ne sont pas concourantes: Le centre du cercle circonscrit n'existe pas.
Dans la figure ci-contre, la médiatrice est définie comme droite de Moulton passant par le milieu. Si on définit la médiatrice de AB comme lieu des points équidistants de A et B, le lieu n'est pas une droite de Moulton; mais il peut alors arriver que les trois médiatrices soient concourantes, et dans ce cas leur point commun est centre du cercle circonscrit.
Le cercle de centre O et de rayon R est défini comme l'ensemble des points M du plan de Moulton tels que la distance de Moulton entre O et M égale R.

Un triangle de Moulton avec son orthocentre.

### Hauteurs
Les hauteurs d'un triangle de Moulton par contre, sont concourantes et un triangle de Moulton possède donc un orthocentre.

Une droite de Moulton et un point qui se projette deux fois sur elle.

Sauf que ce n'est pas toujours le cas : l'existence ni l'unicité des hauteurs ne sont pas assurées dans le plan de Moulton : ci-contre, on a réussi à mener par un point deux droites de Moulton perpendiculaires à une même droite !
Ainsi, ci-dessus, le triangle de Moulton a 4 hauteurs, et la hauteur supplémentaire, représentée en rouge, ne passe pas par l'orthocentre…